# Reincidentes
I Reincidentes sono un gruppo musicale spagnolo di genere rock/punk rock, fondato a Siviglia nel 1987 e tuttora attivo.
Nei testi delle canzoni della band emerge una forte critica contro la società attuale e, in particolare, verso fascismo, militarismo e sessismo.

## Formazione
- Manuel J. Pizarro Fernández: Batteria.
- Fernando Madina Pepper: Basso e voce.
- Juan M. Rodríguez Barea: Chitarra e voce.
- Finito de Badajoz: Chitarra e voce.
- Carlos Domínguez Reinhardt: Tecnico del suono.

## Discografia
- Reincidentes, Discos Trilita, 1989 (riedito da Discos Suicidas).
- Ni un paso atrás, Discos Suicidas, 1991.
- ¿Dónde está Judas?, Discos Suicidas, 1992.
- Sol y Rabia, Discos Suicidas, 1993.
- Nunca es tarde... si la dicha es buena, Discos Suicidas, 1994.
- Materia Reservada, Discos Suicidas, 1997.
- ¡Te lo dije!, Ariola/RCA, 1997.
- Algazara, BMG Ariola/RCA, 1998.
- ¿Y ahora qué?, BMG Ariola/RCA, 2000.
- La otra orilla, Boa Music, 2001.
- Cosas de este mundo, Locomotive Music, 2002.
- Acústico, Locomotive Music, 2004.
- El comercio del dolor, Locomotive Music, 2005.
- Dementes (CD+CDmultimedia), Locomotive Music, 2006.
- América: Canciones de ida y vuelta, Realidad Musical, 2008.
- Tiempos de ira], Maldito Records, 2011.
- Aniversario], 2013.